# St. Clair Shores
St. Clair Shores ist eine Stadt in Macomb County in Michigan. Sie liegt etwa 21 Kilometer nordöstlich von Detroit und gehört zu dessen Einzugsgebiet. Das U.S. Census Bureau hat bei der Volkszählung 2020 eine Einwohnerzahl von 58.874 ermittelt.

## Geografie
Nach den Angaben des United States Census Bureaus hat die City eine Fläche von 36,9 km², wovon 29,9 km² auf Land und 7,0 km² (= 19,09 %) auf Gewässer entfallen. Ein nennenswertes Merkmal der Stadt sind die 22 Kilometer Uferlänge an Kanälen.
Die Stadt liegt am westlichen Ufer des Lake Saint Clair, von dem die Stadt ihren Namen abgeleitet hat. Die geographischen Koordinaten der Stadt lauten 42° 30′ N, 82° 54′ W.

## Name der Stadt
Eine durch den französischen Entdecker Robert Cavelier de La Salle geführte Expedition nannte den See Lac Sainte-Claire, da sie diesen am 12. August 1679 entdeckte. Dieser Tag fällt im Heiligenkalender auf Klara von Assisi. Auf englischen Karten ist der See schon 1710 als Saint Clare verzeichnet. Die 1755 erschienene Mitchell-Karte verwendet die Schreibweise St. Clair. Manchmal wird der Name auch mit Arthur St. Clair in Verbindung gebracht. Dieser war General im Amerikanischen Unabhängigkeitskrieg und Gouverneur des Nordwestterritoriums, der Name des Sees war allerdings schon lange bevor St. Clair bekannt wurde in der gegenwärtigen Schreibweise gebräuchlich. Es ist jedoch möglich, dass die Benennung verschiedener politischer Einheiten in der Nähe des Sees und dem gleichnamigen Fluss durch die Bekanntheit des Generals begünstigt wurde, etwa des St. Clair Countys, der St. Clair Township sowie den Städten St. Clair und St. Clair Shores.
Der Ursprung des Namens wird auch falsch mit Patrick Sinclair in Verbindung gebracht. Dieser war ein britischer Offizier, der Land am St. Clair River in der Nähe des Pine Rivers erwarb. Dort errichtete er 1764 Fort Sinclair, das fast zwanzig Jahre genutzt wurde, bevor man es aufgab.

## Geschichte
Das heutige St. Clair Shores nahm seinen Anfang in einer Siedlung, die um 1779 unter dem Namen L’Anse Creuse (französisch; deutsch etwa Tiefe Bucht) entstand. Als die Siedlung 1925 als Village inkorporiert wurde, erhielt sie ihren heutigen Namen. Auch die Weiler Lake Shore und Eagle Point gingen in dem neuen Village auf. Zwei Jahre später erhielt St. Slair Shores ein Postamt. 1950 wurde der Ort als City inkorporiert.
Mitte des 19. Jahrhunderts wurde ein Leuchtturm erbaut. Dessen Betreiber war eine der Organisationen, die schließlich die heutige United States Coast Guard bildeten. Diese nahm 1941 die Wachstation St. Clair Flats in Betrieb, als erste Station der Küstenwache am Lake St. Clair. Seit 1990 befindet sich diese Küstenwachstation in St. Clair Shores, nachdem bereits seit 1954 eine Außenstelle hier bestand.

## Demografische Daten
Zum Zeitpunkt des United States Census 2000 bewohnten Lake St. Clair Shore 63.096 Personen. Die Bevölkerungsdichte betrug 2112,9 Personen pro km². Es gab 28.208 Wohneinheiten, durchschnittlich 944,6 pro km². Die Bevölkerung Lake St. Clair Shores bestand zu 96,89 % aus Weißen, 0,69 % Schwarzen oder African American, 0,28 % Native American, 0,84 % Asian, 0,02 % Pacific Islander, 0,18 % gaben an, anderen Rassen anzugehören und 1,10 % nannten zwei oder mehr Rassen. 1,18 % der Bevölkerung erklärten, Hispanos oder Latinos jeglicher Rasse zu sein.
Die Bewohner Lake St. Clair Shores verteilten sich auf 27.434 Haushalte, von denen in 24,1 % Kinder unter 18 Jahren lebten. 49,5 % der Haushalte stellten Verheiratete, 10,0 % hatten einen weiblichen Haushaltsvorstand ohne Ehemann und 37,0 % bildeten keine Familien. 32,7 % der Haushalte bestanden aus Einzelpersonen und in 16,3 % aller Haushalte lebte jemand im Alter von 65 Jahren oder mehr alleine. Die durchschnittliche Haushaltsgröße betrug 2,28 und die durchschnittliche Familiengröße 2,92 Personen.
Die Bevölkerung verteilte sich auf 20,2 % Minderjährige, 6,2 % 18–24-Jährige, 28,8 % 25–44-Jährige, 23,1 % 45–64-Jährige und 21,8 % im Alter von 65 Jahren oder mehr. Das Medianalter betrug 42 Jahre. Auf jeweils 100 Frauen entfielen 90,9 Männer. Bei den über 18-Jährigen entfielen auf 100 Frauen 86,8 Männer.
Das mittlere Haushaltseinkommen in Lake St. Clair Shore betrug 49.047 US-Dollar und das mittlere Familieneinkommen erreichte die Höhe von 59.245 US-Dollar. Das Durchschnittseinkommen der Männer betrug 46.614 US-Dollar, gegenüber 31.192 US-Dollar bei den Frauen. Das Pro-Kopf-Einkommen belief sich auf 25.009 US-Dollar. 2,6 % der Bevölkerung und 3,7 % der Familien hatten ein Einkommen unterhalb der Armutsgrenze, davon waren 4,4 % der Minderjährigen und 4,9 % der Altersgruppe 65 Jahre und mehr betroffen.

## Schulen
St. Clair Shores teils sich in drei verschiedene Schulbezirke auf – South Lake, Lakeview und Lake Shore. In jedem davon gibt es eine Highschool. Hinzu kommen die Privatschulen St. Germaine, St. Isaac Jogues und St. Joan of Arc.

## Persönlichkeiten
- Dave Coulier (* 1959), Schauspieler und Comedian
- Faye Grant (* 1957), Schauspielerin
- Patti Smith (* 1946), Rockmusikerin, Mitglied der Rock and Roll Hall of Fame
- Charles Faulkner, Autor und Motivationstrainer
- Geoffrey Marcy (* 1954), Astronom und Astrophysiker
- Mark Wells (1957–2024), Eishockeyspieler, war am Miracle on Ice beteiligt
- David Debol, Eishockeyspieler
- George Herbert Allen, Footballtrainer